# خوتکوویتسه
خوتکوویتسه (به لهستانی:  Chutkowice) یک روستا در لهستان است که در گمینا دروخیچن واقع شده‌است.